# 238

## Събития
- Година на шестимата императори – Сенатът признава общо 6 римски императора: Максимин Трак, Гордиан I, Гордиан II, Пупиен, Балбин и Гордиан III.

## Починали
- 12 април – Гордиан II, римски император
- след 12 април – Гордиан I, римски император
- 10 май – Максимин Трак, римски император
- 10 май – Максим, римски съимператор
- 29 юли – Пупиен, римски император
- 29 юли – Балбин, римски император